# エリコ県

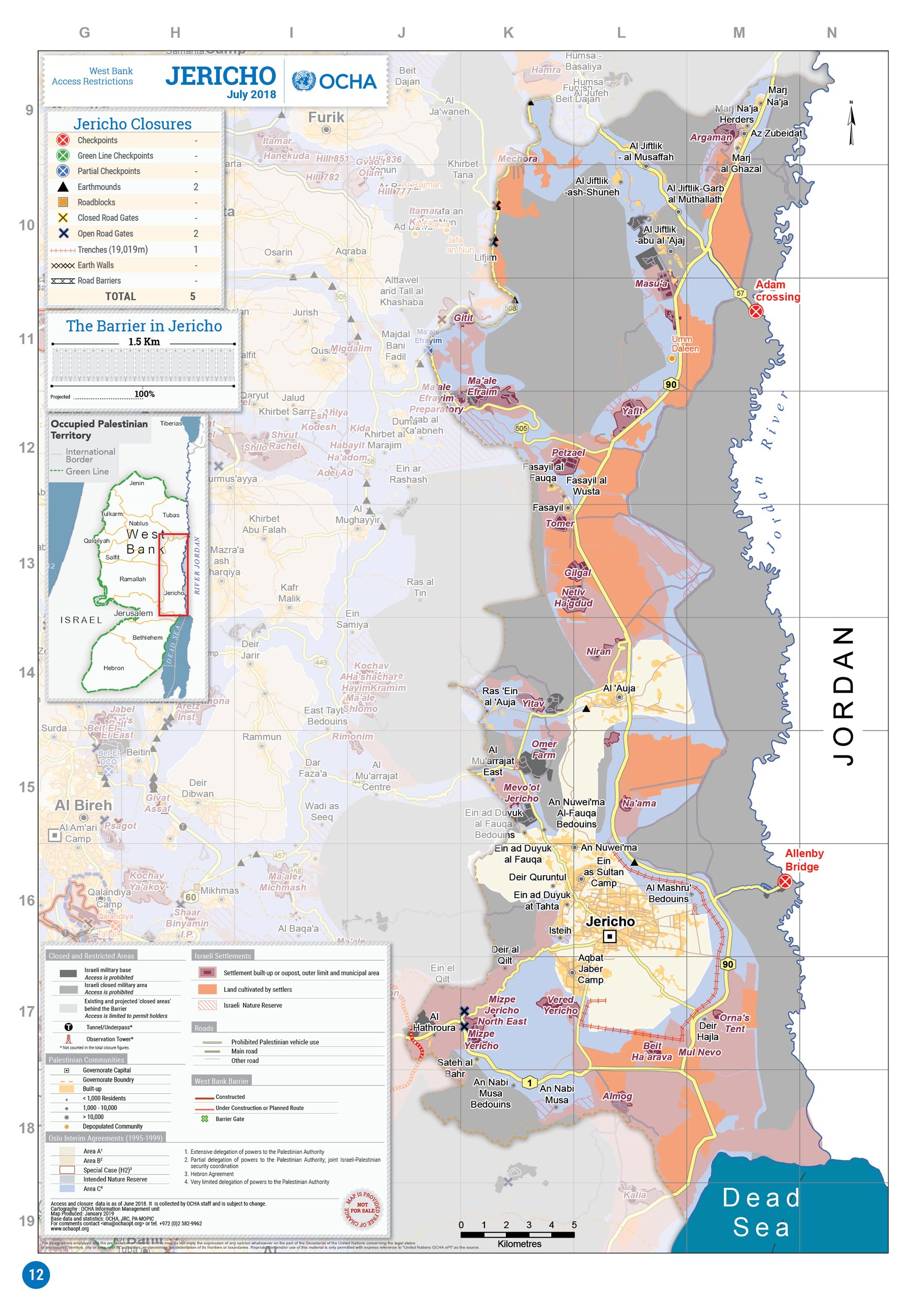
エリコ県内におけるイスラエルによる占拠の状況を示した2018年の国際連合人道問題調整事務所による地図。

エリコ県（エリコけん、アラビア語: محافظة أريحا Muḥāfaẓat Arīḥā; ヘブライ語: נפת יריחו‎, Nafat Yeriħo）、ないし、英語読みに準じたジェリコ県（英語: Jericho Governorate）は、合わせて16県設定されているパレスチナ国の行政区画としての県のひとつ。ヨルダン川西岸地区の東部、死海北岸からヨルダン川の河谷の南部にかけて、ヨルダンとの国境に臨んでいる。この県の西側には、ラマッラーから東方に位置する山々や、イエルサレムから東側の斜面があり、ユダヤ砂漠の北部も含まれている。1997年時点におけるエリコ県の推計人口は、31,501人で、そのうちおよそ 6,000人が県が設けた難民キャンプにいるパレスチナ難民とされていた。2017年時点の人口は、50,002人とされている。
この地域では、経済活動の中でも農業が重要であり、県都エリコ近傍の村落では特にその傾向が強い。エリコ県の農地は、およそ4,000haあり、ほぼすべてが灌漑されている。エリコはしばしば、存続している集落としては世界最古の集落と考えられており、その数多くの歴史的、考古学的史跡は多数の観光客を当地へと招じ入れている。
エリコ地域のオアシスであるエリシア公園 (Elishia's Park)、別名エイン・エル＝スルターン (Ein el-Sultan) には、果樹園、ヤシ林、バナナのプランテーション、その他の植物の植栽がある。

## イスラエルによる実効支配
ヨルダン川西岸地区はパレスチナ国の領土であるが、ほとんどの地域を長らくイスラエルが占領しており、エリコ県もイスラエルが実効支配を続けている。

## 日本の国際協力
日本は、2006年の小泉純一郎首相の中東歴訪時以降、パレスチナ国支援の重点施策としての「平和と繁栄の回廊」構想の一環としてエリコ県南部への「農産業団地」の建設に関与して、ジェリコ農産加工団地 (Jericho Agro-Industrial Park, JAIP) 事業への支援をおこなっており、2010年代後半には安倍晋三首相や河野太郎外相もJAIPを訪れた。
また、母子手帳の普及事業や、学校建設事業なども取り組まれている。

## 行政区画

### 都市
- エリコ

### 町
- アル・アウジャ（英語版）
- アル・ジフトリク（英語版）

### 村
- ファサイール（英語版）
- アン＝ヌワイマー（英語版）
- エイン・アド＝デュユク・アト＝タータ（英語版）
- エイン・アド＝デュユク・アル＝フォガ（英語版）
- アズ＝ズビアダト（英語版）
- マルジ・アル＝ガザル（英語版）

### 難民キャンプ
- アカバト・ジャベル（英語版）
- エイン・アス＝スルターン（英語版）